# Chiesa di Santa Giustina (Bleggio Superiore)
La chiesa di Santa Giustina è la parrocchiale di Balbido nel comune di Bleggio Superiore, in Trentino. Fa parte della zona pastorale delle Giudicarie dell'arcidiocesi di Trento e risale al XVI secolo.

## Storia
Un primo edificio dedicato al culto, a Balbido, sembra essere stato presente sin dal 1360, ma in quel primo periodo era dedicato alla Santissima Trinità.
La chiesa con dedica a Santa Giustina viene citata una prima volta nel 1537 in occasione della visita pastorale del cardinale e principe vescovo di Trento Bernardo Clesio e la consacrazione solenne avvenne nel 1616.
Attorno alla metà del XVII secolo all'edificio primitivo vennero apportati significativi ampliamenti e modifiche, con cambiamento dell'orientamento, e subito dopo venne elevata al rango di primissaria curata, legata alla pieve di Bleggio, la chiesa dei Santi Dionisio, Rustico ed Eleuterio Martiri.
Nel XX secolo vi furono nuovi interventi, come un nuovo restauro e la decorazione degli interni. Venne elevata a dignità di chiesa parrocchiale nel 1959 e in seguito venne realizzato l'adeguamento liturgico.

## Descrizione

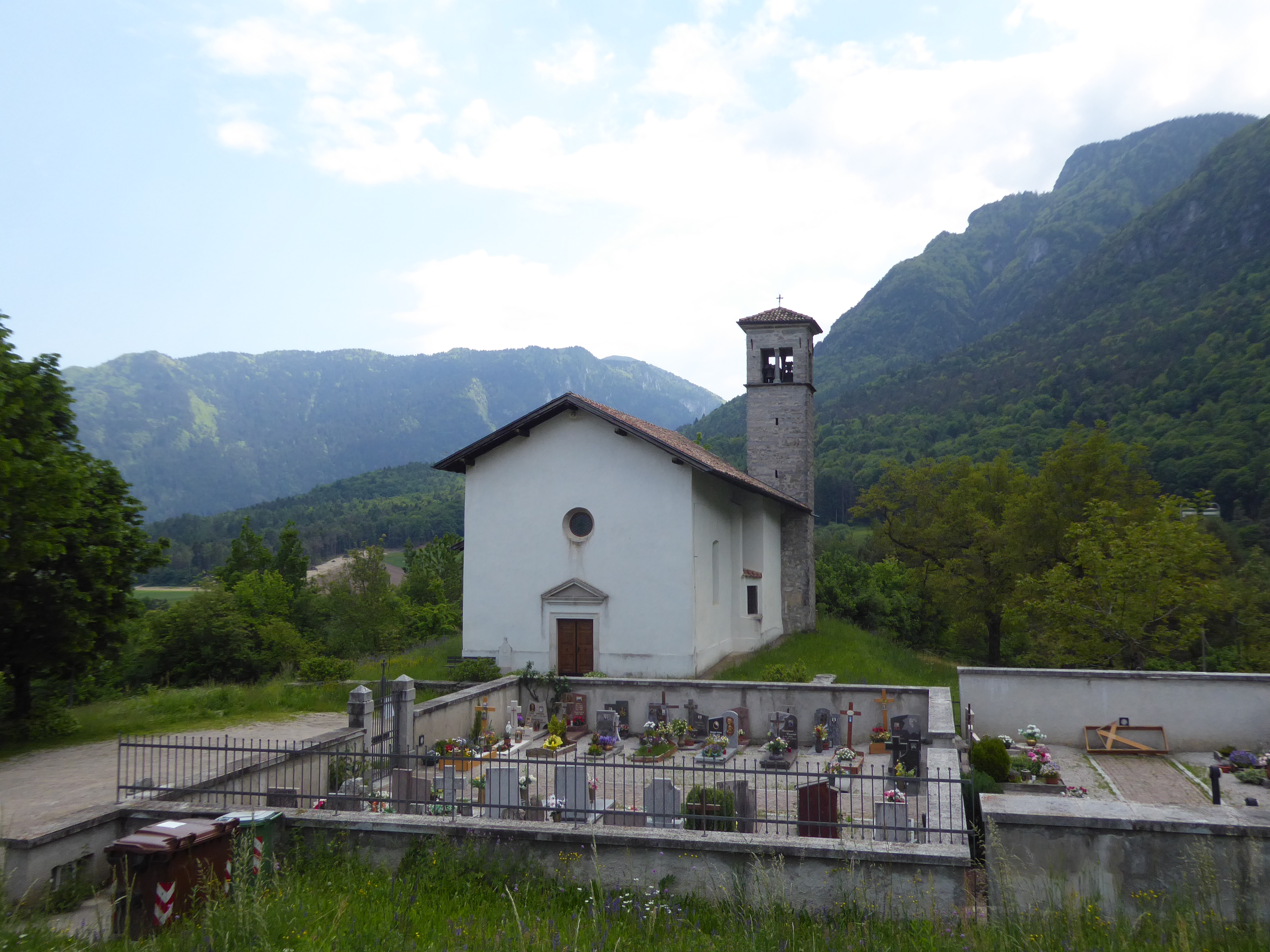
Chiesa di Santa Giustina e cimitero della comunità

### Esterni
La parrocchiale di Balbido sorge ad una certa distanza dal centro del paese, accanto al cimitero della comunità. La facciata è semplice, a capanna. Il portale con architrave è sormontato da un frontone classicheggiante. Il campanile è in pietra a vista e si alza in posizione arretrata sulla destra della struttura.

### Interni
La navata interna è unica. Le cappelle e il presbiterio sono leggermente rialzati. L'abside è a base poligonale.